# سوئیتینگ کلی
سوئیتینگ کلی (به انگلیسی: Sweeting Cay) شهری در کشور باهاما است که جمعیت آن در سرشماری سال ۲۰۰۹ میلادی، ۴۹۴ نفر بوده‌است.